# Five Variants of Dives and Lazarus
Five Variants of Dives and Lazarus és una obra per a arpa i orquestra de corda de Ralph Vaughan Williams. La composició es basa en la cançó popular Dives and Lazarus, una de les cançons populars citades a l'English Folk Song Suite de Vaughan Williams.

## Origen i context
Vaughan Williams va compondre l'obra per encàrrec del British Council per ser interpretada a l'Exposició Universal de 1939 a Nova York. La primera actuació va ser a càrrec de la Filharmònica de Nova York al Carnegie Hall el dia 10 de juny de 1939, dirigida per Sir Adrian Boult. Les altres obres estrenades en aquella ocasió van ser el Concert per a piano en si bemoll d'⁣Arthur Bliss i la Simfonia núm. 7 d'⁣Arnold Bax.
Boult també va dirigir la primera actuació al Regne Unit el novembre de 1939 a Bristol.
La melodia popular havia estat arranjada anteriorment per Vaughan Williams com l'himne Kingsfold que apareix com I Heard the Voice of Jesus Say a The English Hymnal (núm. 574 a l'edició original de 1906). El poble de Kingsfold es troba a West Sussex, a unes pocs quilòmetres al sud de la casa de Vaughan Williams a Leith Hill.

## Seccions
L'estructura, la tonalitat i les marques de tempo de l'obra són les següents:
- Introducció i Tema: Adagio, si menor
- Variant I: si menor
- Variant II: Allegro moderato, si menor
- Variant III: si menor
- Variant IV: L'istesso tempo
- Variant V: Adagio, si menor

## Recepció
Five Variants of Dives and Lazarus va ser el núm. 56 al Saló de la fama de Classic FM 2021.

## En pel·lícula
El documental de 1949 The Dim Little Island (dir. Humphrey Jennings) inclou extractes d'aquesta obra, juntament amb la veu del mateix Vaughan Williams. En un moment donat, un cantant de folk solista comença la melodia, i l'arranjament de cordes va pujant gradualment per sota d'ell.
Els compassos finals de l'obra apareixen a la pel·lícula Enigma del 2001, interpretada per l'orquestra de Bletchley Park en un concert a l'aire lliure. L'estructura d'acords dels compassos finals és similar en forma als temes musicals de la partitura de la pel·lícula, composta per John Barry.
La peça s'utilitza a l'inici de la pel·lícula de 2010 Cemetery Junction.